# چکاوک آوازخوان حنایی
چکاوک آوازخوان حنایی (نام علمی: Cincloramphus mathewsi) نام یک گونه از سرده چکاوک‌های آوازه‌خوان است.